# Братошевиці
Братошевиці (пол. Bratoszewice) — село в Польщі, у гміні Стрикув Зґерського повіту Лодзинського воєводства.
Населення — 1126 осіб (2011).
У 1975-1998 роках село належало до Лодзинського воєводства.

## Демографія
Демографічна структура станом на 31 березня 2011 року:
|          | Загалом | Допрацездатний вік | Працездатний вік | Постпрацездатний вік |
| -------- | ------- | ------------------ | ---------------- | -------------------- |
| Чоловіки | 538     | 98                 | 382              | 58                   |
| Жінки    | 588     | 85                 | 354              | 149                  |
| Разом    | 1126    | 183                | 736              | 207                  |